# Robert-Benoît Major
Pour les articles homonymes, voir Major (homonymie).
Robert-Benoît Major (né le 17 février 1915 et mort le 7 août 1997) est un administrateur et homme politique fédéral du Québec.

## Biographie
Né à Ottawa en Ontario, Robert-Benoît Major occupa un poste de lieutenant chez les Fusiliers Mont-Royal de 1942 à 1945. Il entama ensuite une carrière politique en devenant député du Parti libéral du Canada dans la nouvelle circonscription d'Argenteuil lors des élections de 1968. Il ne se représenta pas en 1972.
Le député et président du Sénat Thomas Vien fut son beau-père. 